# Cystidia suffusata
Cystidia suffusata är en fjärilsart som beskrevs av W. Warren 1903. Cystidia suffusata ingår i släktet Cystidia och familjen mätare. Inga underarter finns listade i Catalogue of Life.